# Buddbyn
Buddbyn is een dorp (småort) binnen de Zweedse gemeente Boden. Het stadje ligt vier kilometer ten noorden van Boden aan het Buddbyträsket, bekend bij vogelaars. Het dorp wordt door het Zweedse Bureau voor Statistiek in tweeën gedeeld:
- Norra Buddbyn met 67 inwoners op 17 hectare
- Södra Buddbyn met 69 inwoners op 21 hectare.

Scheidslijn is waarschijnlijk de rivier de Ljusån, die hier het meer instroomt. Bij Buddbyn komen de Ertsspoorlijn en de Haparandalijn samen om verder te gaan naar Boden of scheidden hun wegen naar respectievelijk Kiruna en Haparanda
Bestuurscentrum: Boden (tätort)
Tätort: Bodträskfors · Gunnarsbyn · Harads · Sävast · Unbyn · Vittjärv
Småort: Åbergstorp · Brännberg · Bredåker · Buddbyn · Degerbäcken · Lakaträsk · Österåker · Överstbyn · Skogså · Sörbyn · Svartbjörnsbyn · Svartlå
Overig: Abramsån · Åkerholmen · Aldernäs · Alträsk · Åskogen · Brobyn · Flarken · Forsnäs · Forsträskhed · Gemträsk · Gransjö · Heden · Hundsjö · Inbyn · Lassbyn · Lombäcken · Mjedsjön · Mockträsk · Nedre Flåsjön · Norra Svartbyn · Norriån · Notträsk · Övre Flåsjön · Råbäcken · Rågraven · Rasmyran · Rödingsträsk · Rörån · Sandträsk · Skogså · Storsand · Svartbäcken · Södra Harads · Valvträsk · Vändträsk · Vibbyn
Wijk Boden: Södra Svartbyn en Trångfors